# Christopher Anderson
Christopher Anderson - fotograf, član agencije Magnum Photos. Rođen je u Kelowni u Britanskoj Kolumbiji 1970., a odrastao u zapadnom teksaškom gradu Abilenu.

## Karijera
Christopher Anderson je prvi put dobio priznanje za svoje fotografije 1999. kad se ukrcao u drveni čamac s haićanskim izbjeglicama koji su pokušali otploviti u SAD. Čamac nazvan "Believe In God" je potonuo na Karibima. Za te je fotografije 2000. primio zlatnu medalju Robert Capa.
Andersonove rane fotografije iz konfliktnih zona poput Afganistana, Iraka, Libanona, Izraela i Palestine postale su svjetski poznate, te je dobio dvije nagrade organizacije World Press Photo, i proglašen je časopisnim fotografom godine.
Godine 2004. Anderson je počeo putovati u Venezuelu s ciljem da dokumentira zemlju za vrijeme predsjedništva Huga Cháveza. Rezultat je bila knjiga Capitolio, proglašena jednom od najboljih fotografskih knjiga 2010. na festivalu knjige Kassel u Njemačkoj. Sljedeće godine, 2011., Anderson je pretvorio Capitolio u aplikaciju za iPhone i iPad, što je čini prvom fotografskom knjigom koja je pretvorena u aplikaciju za takve uređaje. Njegova trenutna fotografija predstavlja kombinaciju žanrova, od dokumentarne fotografije do umjetnosti i portreta poznatih osoba (Lady Gaga, Al Gore, Michael Bloomberg, Barack Obama i dr.) i mode.
Anderson je bio jedan od ranih članova agencije VII koju su stvorili fotografi James Nachtwey i Antonin Kratochvil 2001. Napustio je agenciju 2004. i pridružio se Magnum Photosu 2005. Radio je kao ugovorni fotograf za Newsweek i časopise National Geographic, te je trenutno prvi "gostujući fotograf" u časopisu New York, gdje surađuje s urednicima Adamom Mossom i Jody Quon.

## Knjige
- Nonfiction, New York, 2003., ISBN 0970576811
- Capitolio, Ciudad de México, 2009., ISBN 8492480572
- Sete # 12, Marseille, 2012., ISBN 2849952338
- Son, Heidelberg, 2013., ISBN 978-3-86828-390-7

## Nagrade
- Kodakov mladi fotograf godine (1999.)[12]
- nominacija za Pulitzerovu nagradu časopisa The New York Times (2000.)[13]
- Zlatna medalja Robert Capa (2000.)[14]
- Časopisni fotograf godine (2005.)[15]
- World Press Photo (2007.)[16]
- Stipendija Getty (2008.)[17]
- World Press Photo (2008.)[18]

## Izložbe[19]

### Samostalne izložbe
- 2003. - Nonfiction, InCamera, New York, SAD
- 2010. - Capitolio
  - ImageSingulieres, Sete, Francuska
  - Galerija Milk, New York
- 2010. - Moda, Centar suvremene umjetnosti, Winzavod, Moskva, Rusija
- 2011. - Son, Festival fotografije LOOK3, Charlottesville, Virginia
- 2012. - Son, Galerija Magnum, Pariz, Francuska

### Grupne izložbe
- 2004.
  - Inviati di Guerra - otto reportages fotografici 1991-2003, Centar za internacionalnu fotografiju Scavi Scaligeri, Verona
  - War by VII / Usa - Afghanistan - Iraq, War Photo Limited, Dubrovnik[20]
  - War - New York, Kabul, Baghdad, Galerija Visual, photokina 2004, Köln
- 2006. - Off Broadway, PAC Padiglione d’Arte Contemporanea, Milano
- 2008. - Magnum Photos 60 years, Muzej Stedelijk, Amsterdam
- 2009.
  - Magnum Contemporary - Future Icons, Galerija Atlas, London
  - Bitter Fruit: Pictures from Afghanistan, Magnum Print Room, London
  - Prix Pictet, Photography Prize 2009, Galerija Purdy Hicks, London
  - Prix Pictet 2009 Shortlist - Earth, Passage de Retz, Pariz
- 2010.
  - Earth Tracks, Solunski muzej fotografije, Solun
  - Prix Pictet - Earth, Galerija fotografije, Dublin
  - Nominierung Prix Pictet 2009: Earth, Galerija Caprice Horn, Berlin
  - Magnum. Shifting Media. New Role of Photography, C/O Berlin, Berlin
  - Prix Pictet, Zaklada za fotografiju FORMA, Milano